# Concepción Cabrera de Armida
Maria Concepción „Conchita” Cabrera de Armida (ur. 8 grudnia 1862 w San Luis Potosí, zm. 3 marca 1937 w Meksyku) – meksykańska działaczka katolicka, pisarka, mistyczka i błogosławiona Kościoła katolickiego, pierwsza świecka błogosławiona osoba narodowości meksykańskiej. Była siódmym spośród dwunaściorga rodzeństwa.
Mając 21 lat, wyszła za Franciszka Armidę. Miała z nim dziewięcioro dzieci. Założyła szereg stowarzyszeń katolickich, Dzieła Krzyża i Apostolat Krzyża (1894), Zgromadzenie Sióstr Krzyża Najświętszego Serca Jezusowego (1897), Przymierze Miłości z Najświętszym Sercem Jezusowym (1909), Bractwo Kapłańskie Chrystusa Kapłana (1912) oraz Zgromadzenie Misjonarzy Ducha Świętego (1914). Pomagała i udzielała schronienia duchowieństwu prześladowanemu w czasach rządów Plutarcha Eliasza Callesa. Zmarła w wieku 75 lat. Pozostawiła po sobie 46 prac ogłoszonych drukiem oraz 158 tomów rękopisów. Proces beatyfikacyjny rozpoczął się 15 lutego 1974 roku. W 1999 roku Jan Paweł II podpisał dekret o heroiczności cnót Conchity de Armidy. Beatyfikowana została 4 maja 2019 roku.